# Lochmoor Waterway Estates
Lochmoor Waterway Estates is een plaats (census-designated place) in de Amerikaanse staat Florida, en valt bestuurlijk gezien onder Lee County.

## Demografie
Bij de volkstelling in 2000 werd het aantal inwoners vastgesteld op 3858.

## Geografie
Volgens het United States Census Bureau beslaat de plaats een oppervlakte van
7,2 km², waarvan 5,8 km² land en 1,4 km² water.

## Plaatsen in de nabije omgeving
De onderstaande figuur toont nabijgelegen plaatsen in een straal van 8 km rond Lochmoor Waterway Estates.